# Anosov-Fluss
In der Mathematik sind Anosov-Flüsse, benannt nach Dmitri Wiktorowitsch Anossow, ein gut verstandenes Beispiel chaotischer Dynamik. Sie zeigen einerseits alle typischen Effekte chaotischen Verhaltens, sind andererseits aber einer mathematischen Behandlung gut zugänglich.

## Definition
Ein Fluss {\displaystyle \phi ^{t}} auf einer Riemannschen Mannigfaltigkeit {\displaystyle M} heißt Anosov-Fluss, wenn es eine stetige, {\displaystyle \phi ^{t}}-invariante Zerlegung
{\displaystyle TM=E^{c}\oplus E^{s}\oplus E^{u}}
des Tangentialbündels {\displaystyle TM} gibt, so dass {\displaystyle E^{c}} tangential zur Flussrichtung ist und {\displaystyle E^{s}} bzw. {\displaystyle E^{u}} durch {\displaystyle D\phi ^{t}} gleichmäßig kontrahiert bzw. expandiert werden, d. h., es gibt {\displaystyle C\geq 1,\lambda >0} mit
{\displaystyle \parallel D\phi ^{t}(v^{s})\parallel \leq Ce^{-\lambda t}\parallel v^{s}\parallel \ \forall v^{s}\in E^{s},t>0}
{\displaystyle \parallel D\phi ^{t}(v^{u})\parallel \geq {\frac {1}{C}}e^{\lambda t}\parallel v^{u}\parallel \ \forall v^{u}\in E^{u},t>0}.
Die Unterbündel {\displaystyle E^{s}} und {\displaystyle E^{u}} heißen stabiles und instabiles Bündel, die direkten Summen {\displaystyle E^{ss}:=E^{c}\oplus E^{s}} und {\displaystyle E^{uu}:=E^{c}\oplus E^{u}} heißen schwach stabiles bzw. schwach instabiles Bündel.

## Differenzierbarkeit der Distributionen
Im Allgemeinen sind die Distributionen {\displaystyle E^{s}} und {\displaystyle E^{u}} nur stetig und nicht notwendig differenzierbar. Benoist-Foulon-Labourie haben bewiesen, dass das stabile und instabile Bündel eines Anosov-Flusses auf einer kompakten Mannigfaltigkeit negativer Schnittkrümmung nur dann {\displaystyle C^{\infty }}-Bündel sind, wenn es sich (bis auf {\displaystyle C^{\infty }}-Reparametrisierung) um den geodätischen Fluss eines lokal symmetrischen Raumes handelt.

## Integralmannigfaltigkeiten
Die Unterbündel {\displaystyle E^{c}\oplus E^{s}} und {\displaystyle E^{c}\oplus E^{u}} sind integrierbar, ihre Integralmannigfaltigkeiten heißen schwach stabile bzw. schwach instabile Mannigfaltigkeit. Die schwach stabilen bzw. schwach instabilen Mannigfaltigkeiten eines Anosov-Flusses bilden jeweils eine straffe Blätterung.
Analog werden die Integralmannigfaltigkeiten von {\displaystyle E^{s}} bzw. {\displaystyle E^{u}} als stabile bzw. instabile Mannigfaltigkeit bezeichnet.

## Beispiele
- Der geodätische Fluss (auf dem Einheitstangentialbündel) einer Riemannschen Mannigfaltigkeit negativer Schnittkrümmung ist ein Anosov-Fluss, seine stabilen und instabilen Mannigfaltigkeit sind Einheitstangentialbündel von Horosphären.[3]
- Der Suspensionsfluss eines Anosov-Diffeomorphismus, zum Beispiel eines hyperbolischen Automorphismus des Torus, ist ein Anosov-Fluss.

## Eigenschaften
- Periodische Orbiten liegen dicht.[4]
- Ein maß-erhaltender Anosov-Fluss ist ergodisch.

## Belege
1. ↑  Yves Benoist, Patrick Foulon, François Labourie: Flots d'Anosov à distributions stable et instable différentiables. J. Amer. Math. Soc. 5 (1992), no. 1, 33–74. pdf (Memento vom 23. Oktober 2005 im Internet Archive)
2. ↑  Joseph Plante: Anosov flows. Amer. J. Math. 94 (1972), 729–754. pdf
3. ↑  Gustav Hedlund: The dynamics of geodesic flows. Bull. Amer. Math. Soc. 45 (1939), no. 4, 241–260. pdf
4. ↑  Dmitri Anosov: Geodesic flows on closed Riemann manifolds with negative curvature. Proceedings of the Steklov Institute of Mathematics, No. 90 (1967). Translated from the Russian by S. Feder American Mathematical Society, Providence, R.I. 196